# Charles Babbage
Charles Babbage, FRS (sinh ngày 26 tháng 12 năm 1791 - mất ngày 18 tháng 10 năm 1871) là một nhà bác học người Anh. Ông là một nhà toán học, nhà triết học, nhà phát minh và kỹ sư cơ khí người Anh. Ông được coi là cha đẻ của công nghệ máy tính và là người phát minh ra máy tính cơ học đầu tiên.